# Abar (prénom)
Pour les articles homonymes, voir Abar.
Abar est un prénom masculin basque. L'équivalent du prénom est « Ramos » en espagnol.
On le retrouve, par exemple, dans le titre de films :
- Abar, the First Black Superman (1977), parfois mentionné sous le titre In your face, réalisé par Franck Packard qui fut, en 1939 l'un des interprètes dans Le Magicien d'Oz.
- Abar Arannye ou Abar Aronnay (2003), de Goutam Ghose, réalisateur indien.